# Stadsstadion Gazakh
Het Stadsstadion Gazakh is een voetbalstadion in de Azerbeidzjaanse stad Qazax. In het stadion speelt FK Göyazan Qazax haar thuiswedstrijden.